# Thymus spinulosus
Thymus spinulosus — вид рослин родини глухокропивові (Lamiaceae), поширений в пд. Італії й Сицилії.

## Опис
Це невеликий чагарник, в якого висхідні волосаті стебла ростуть з деревної основи. Повзучі стебла відсутні або є лише кілька коротких. Листки 9–12 × 1.5–2.5 мм, трав'янисті, зеленуваті, ланцетні, майже загострені, часто верхівково злегка волохаті. Головна жилка чітко видима, бічні — досить непримітні. Суцвіття головчасте. Приквітки трав'янисті та зеленуваті, найнижчі подібні до листків, верхні — 7 × 3 мм, більш-менш яйцюваті. Чашечка має довжину від 3.5 до 5 мм, зеленувата і щільний червонувато-залозиста. Вінчик білуватий.

## Поширення
Поширений в пд. Італії й Сицилії.